# John Ratcliffe
John Ratcliffe, detto Siklemore che era probabilmente il suo vero nome (1549 – settembre 1609), è stato un esploratore e politico inglese, capitano della Discovery e poi governatore della colonia della Virginia. La Discovery fu una delle tre navi che salparono dall'Inghilterra il 19 dicembre 1606, verso la Virginia, per fondare una colonia, giungendo sul suolo del nuovo mondo il 14 maggio 1607. Divenne poi il secondo presidente della colonia, che successivamente divenne Jamestown, e fu uno dei primi governatori della colonia della Virginia. Morì ucciso in un'imboscata organizzata dagli indiani Powhatan.

## Biografia
John Ratcliffe, anche noto come Sicklemore, deve probabilmente l'equivoco al fatto che la madre sposò prima un Sicklemore e quindi un Ratcliffe. Comunque era abbastanza comune al tempo che un uomo scrivesse il secondo nome quando la madre si fosse sposata una seconda volta.
Non si sa molto dei suoi primi anni di vita: servì come marinaio prima di venire in Virginia e fu fatto capitano con sir Henry Cray e il capitano Pigott a Mulheim nel 1605.
Divenuto in seguito comandante della Discovery, divenne prima presidente e poi un consigliere della colonia di Jamestown. Divenne governatore della colonia della Virginia, quando essa fu completata del tutto, in seguito alla deposizione di Edward Maria Wingfield il 10 settembre 1607. Venne più volte raffigurato come un presidente saggio e perspicace, ma cadde in disgrazia dopo aver arruolato uomini per costruire la sua casa da governatore. Molti coloni furono in disaccordo per il modo in cui gestì il commercio con i nativi e per il suo comportamento riguardante la scarsità di cibo durante l'estate del 1608. Si dimise dall'incarico nel luglio 1608 e venne succeduto da Matthew Scrivener. Quando fu eletto presidente, chiese a John Smith di organizzare i dettagli del lavoro e le spedizioni commerciali con i nativi americani. Nel gennaio 1608 solo quaranta coloni rimasero vivi, così Ratcliffe e il Consiglio previdero di ritornare in Inghilterra nella Discovery. 
Lasciò l'incarico nel luglio 1608, due mesi prima della fine del suo mandato. A quel punto aveva perso la fiducia dei coloni, che lo accusavano di essersi accaparrato troppe razioni. I coloni erano infuriati per le loro precarie condizioni di vita e aveva ordinato di costruire un capitale nel bosco. I coloni soprannominarono il progetto "Palazzo di Ratcliffe".
Durante l'amministrazione di George Percy, fu inviato nell'ottobre 1609 a costruire un forte a Old Point Comfort, che fu chiamata poi "Algenourne Fort".
Venne accompagnato da Christopher Newport in questa spedizione. Fu capitano del Diamante, una delle navi della flotta di Sir Thomas Gates.
Nel dicembre 1609, Ratcliffe e altri coloni furono invitati a un incontro con la tribù degli indiani Powhatan. I Powhatan avevano promesso ai coloni affamati del mais, ma si rivelò una trappola. I coloni caddero in un'imboscata. Subì un destino raccapricciante: fu legato a un palo e venne bruciato vivo. Gli indiani rimossero poi la pelle dal viso con gusci di cozze e gettarono i pezzi della pelle nella fiamma mentre egli guardava morente.
Ci sono prove documentate a Beaufort County, Carolina del Nord di John Ratcliffe possesso di centinaia di ettari di terreno attribuite solo ai coloni. I coloni di Roanoke e Jamestown erano gli unici inglesi europeisti in North Carolina nel XVII secolo. Si ritiene che ogni uomo a Roanoke è stato ucciso dagli indiani, lasciando solo i coloni di Jamestown ad assumere la proprietà sulla terra.
Anche se John Ratcliffe era un nome molto popolare nei primi anni di Jamestown, c'erano due arrivati con questo nome. Il John Ratcliffe che non fu ucciso si stabilì nel nord della Virginia. È possibile che possedesse della terra del Nord Carolina e che non fosse nei registrati della nave diretta a Jamestown. Tuttavia, non è sicuro che sia esistito realmente.

## Storia documentata da un testimone
La storia del capitano Ratcliffe venne documentata da un testimone oculare che scrisse The Jamestown Adventure: Accounts of the Virginia Colony, 1605-1614 (Real Voices, Real History), edito da Ed Southern.
In molti documentari e testi sulla storia degli USA venne documentata anche la sua vita oltre che a essere presente nel film Pocahontas.

## Nella cultura di massa
John Ratcliffe compare nel film Disney Pocahontas, qui indicato come Governatore Ratcliffe, ed è un uomo avido e corrotto oltre che il principale antagonista del film. In questo adattamento, è accompagnato dal cane Percy e dal suo servitore Wiggins.